# Avenida Beira Mar ( Aracaju )
A Avenida Beira-Mar é um dos logradouros mais importantes  da cidade de Aracaju, Sergipe. Faz parte da área nobre no bairro  13 de Julho do município e possui a maior concentração empreendimentos imobiliários  luxuosos e nobres   capital, bem como robusta estrutura turística. O bairro que abriga a maior parte da avenida  .